# تشنار السفلي (سغز أباد)
تشنار السفلی (بالفارسية: چنار سفلی) هي قرية تقع في إيران في قسم سغز أباد الريفي. يقدر عدد سكانها بـ 122 نسمة .